# Dolores Batista
Dolores Batista (Bocoyna, México, 1962-Chihuahua, 2004) fue poeta, traductora y compiladora tarahumara.

## Biografía.
Dolores Batista, también conocida como Lolita, nació como Ro'lólisi Batista Oseríwara en la comunidad de Ojachíchi, en el municipio de Bocoyna, y murió en la ciudad de Chihuahua, ambas en el estado de Chihuahua. 
Realizó sus estudios primarios y secundarios en Sisoguichi y en Chihuahua, donde aprendió español como segunda lengua. Estudió enfermería y regresó a su pueblo. Allí fundó una escuela orfanato en su propia casa.

## Trayectoria
Dolores Batista fue promotora social y defensora de los derechos culturales de los pueblos indígenas de Chihuahua, mediante el rescate de la tradición oral, celebraciones religiosas, costumbres y creencias. Ella grabó audiolibros que recogían leyendas, mitos y cuentos rarámuris y compartió sus testimonios con el sacerdote jesuita Pedro de Velasco Rivero para la escritura del libro Danzar o morir. Religión y resistencia a la dominación en la cultura tarahumara, publicado en 1983. Asimismo, colaboró en la elaboración de un libro para el aprendizaje del tarahumar: Ralámuli Ra´ichábo! (¡Hablemos el tarahumar!) y en la compilación de títulos como Ojí mukí chigorame (El oso que robó una mujer) y ´Rikubiri (Las monas de piedra).
Ha sido una de las pocas mujeres comisarias en la Sierra Tarahumara, en el Ejido de Panalachi. En agosto del 2004, fue nombrada titular de la Comisión para el Desarrollo de los Pueblos Indígenas, puesto que ejerció hasta su muerte en 2004.

## Homenajes
En octubre de 2019 fue presentado el disco Eeká nawajíala - Poema del viento, una composición musical de la artista chihuahuense Paola Tásai, basada en 10 poemas de la autora y contiene temas sobre lucha social, amor y cuidado de la naturaleza. Este fonograma contó con la asesoría lingüística de Flor Esther Morales Moreno y fue editado en el 2018, Año Internacional de las Lenguas Indígenas.
«Dolores Batista merece ser considerada una de las más originales e importantes escritoras en el panorama de las literaturas indígenas de México, así como uno de los personajes indispensables de la cultura chihuahuense» Enrique Servín, traductor de su obra
En febrero de 2020, se publicó el cómic Mujé Ro’lórisi: Bilé bowé, sobre la vida de la poeta Dolores Batista. Este libro, forma parte de la Colección Ukí, la cual se dirige a las personas hablantes de lengua Tarahumara, para dar a conocer la vida y obra de quienes han contribuido a la cultura ralámuli.
Los artistas plásticos Antonio León, Roberto Pinedo y Daniel Iván Montes del Colectivo División del Norte también homenajearon a la poeta, mediante un mural inspirado en su poema Canción de las Flores de México. La obra pictórica fue inaugurada el 21 de febrero de 2020 en la Ciudad de Chihuahua en el marco del Día Internacional de la Lengua Materna.
Escritores como Elman Trevizo han abordado su obra, como el texto publicado en el suplemento Laberinto del Periódico Milenio en donde Elman Trevizo habla de la trascendencia que Dolores Batista tiene para la cultura ralámuli. 

## Obra
- Ralámuli Ra'ichábo! = hablemos el tarahumar: método audiovisual para el aprendizaje del idioma tarahumar. Enrique Servín y Dolores Batista. Instituto Chihuahuense de la Cultura, 2002.
- Cuentos, leyendas y poemas de Lolita Batista (Póstumo). Compilado por Raymundo Fierro. Traducción y prólogo de Enrique Servín. Consejo Nacional para la Cultura y las Artes / Programa de Apoyo a las Culturas Municipales y Comunitarias [PACMYC] / Unidad Regional Chihuahua de Culturas Populares e Indígenas (Culturas Populares de Chihuahua. Tradiciones Orales), 2011.
- Ra'ósari = Amanecer. Dolores Batista. Difusión Cultural, UACH, 1994.